# Campionati europei di tuffi 2017 - Trampolino 3 metri femminile
La gara dal trampolino 3m femminile ai Campionati europei di tuffi 2017 si è svolta il 15 giugno 2017 e vi hanno preso parte 21 atleti.

## Medaglie
| Posizione | Atleti              | Paese    |
| --------- | ------------------- | -------- |
| Oro       | Hanna Pysmenska     | Ucraina  |
| Argento   | Michelle Heimberg   | Svizzera |
| Bronzo    | Anastasiia Nedobiga | Ucraina  |

## Risultati
| Pos. | Atleti                    | Nazionalità   | Qualificazioni | Qualificazioni | Finale | Finale |
| Pos. | Atleti                    | Nazionalità   | Punti          | Pos.           | Punti  | Pos.   |
| ---- | ------------------------- | ------------- | -------------- | -------------- | ------ | ------ |
|      | Hanna Pysmenska           | Ucraina       | 268.30         | 6              | 303.30 | 1      |
|      | Michelle Heimberg         | Svizzera      | 242.50         | 11             | 293.25 | 2      |
|      | Anastasiia Nedobiga       | Ucraina       | 264.00         | 7              | 291.65 | 3      |
| 4    | Inge Jansen               | Paesi Bassi   | 295.95         | 2              | 291.55 | 4      |
| 5    | Kristina Ilinykh          | Russia        | 302.00         | 1              | 285.55 | 5      |
| 6    | Tina Punzel               | Germania      | 262.85         | 8              | 283.95 | 6      |
| 7    | Daphne Wils               | Paesi Bassi   | 281.30         | 4              | 267.10 | 7      |
| 8    | Ekaterina Nekrasova       | Russia        | 274.80         | 5              | 265.70 | 8      |
| 9    | Elena Bertocchi           | Italia        | 286.30         | 3              | 263.40 | 9      |
| 10   | Daniella Nero             | Svezia        | 241.15         | 12             | 244.50 | 10     |
| 11   | Kaja Skrzek               | Polonia       | 250.45         | 10             | 220.80 | 11     |
| 12   | Jessica Favre             | Svizzera      | 262.20         | 9              | 218.85 | 12     |
| 13   | Saskia Oettinghaus        | Germania      | 240.90         | 13             |        |        |
| 14   | Alena Khamulkina          | Bielorussia   | 238.60         | 14             |        |        |
| 15   | Villő Kormos              | Ungheria      | 228.60         | 15             |        |        |
| 16   | Marcela Marić             | Croazia       | 221.05         | 16             |        |        |
| 17   | Emma Gullstrand           | Svezia        | 203.90         | 17             |        |        |
| 18   | Anca Şerb                 | Romania       | 194.60         | 18             |        |        |
| 19   | Grace Reid                | Gran Bretagna | 180.00         | 19             |        |        |
| 20   | Indrė Marija Girdauskaitė | Lituania      | 175.35         | 20             |        |        |
| 21   | Tamara Sitchinava         | Georgia       | DNS            |                |        |        |